# Bath
Bath [bɑːθ] ist eine ca. 100.000 Einwohner zählende Großstadt im Südwesten Englands. Sie ist berühmt durch ihre römischen Bäder, die ab dem Jahr 43 n. Chr. von den damals hier lebenden Römern aus warmen Quellen entwickelt wurden. Diese einzigen heißen Quellen in England waren der Überlieferung nach schon in vorrömischer Zeit bekannt. Seit der Zeit Elisabeth I. entwickelte sich Bath immer mehr zum Kurort der wohlhabenden Bevölkerung. Daher gibt es noch viele historische Gebäude, insbesondere aus der georgianischen Epoche, in der Stadt. Der das Stadtbild prägende Werkstein ist der in der Nachbarschaft abgebaute Bath Stone. Bath ist Universitätsstadt und von der UNESCO als Weltkulturerbe eingestuft.

## Geographie

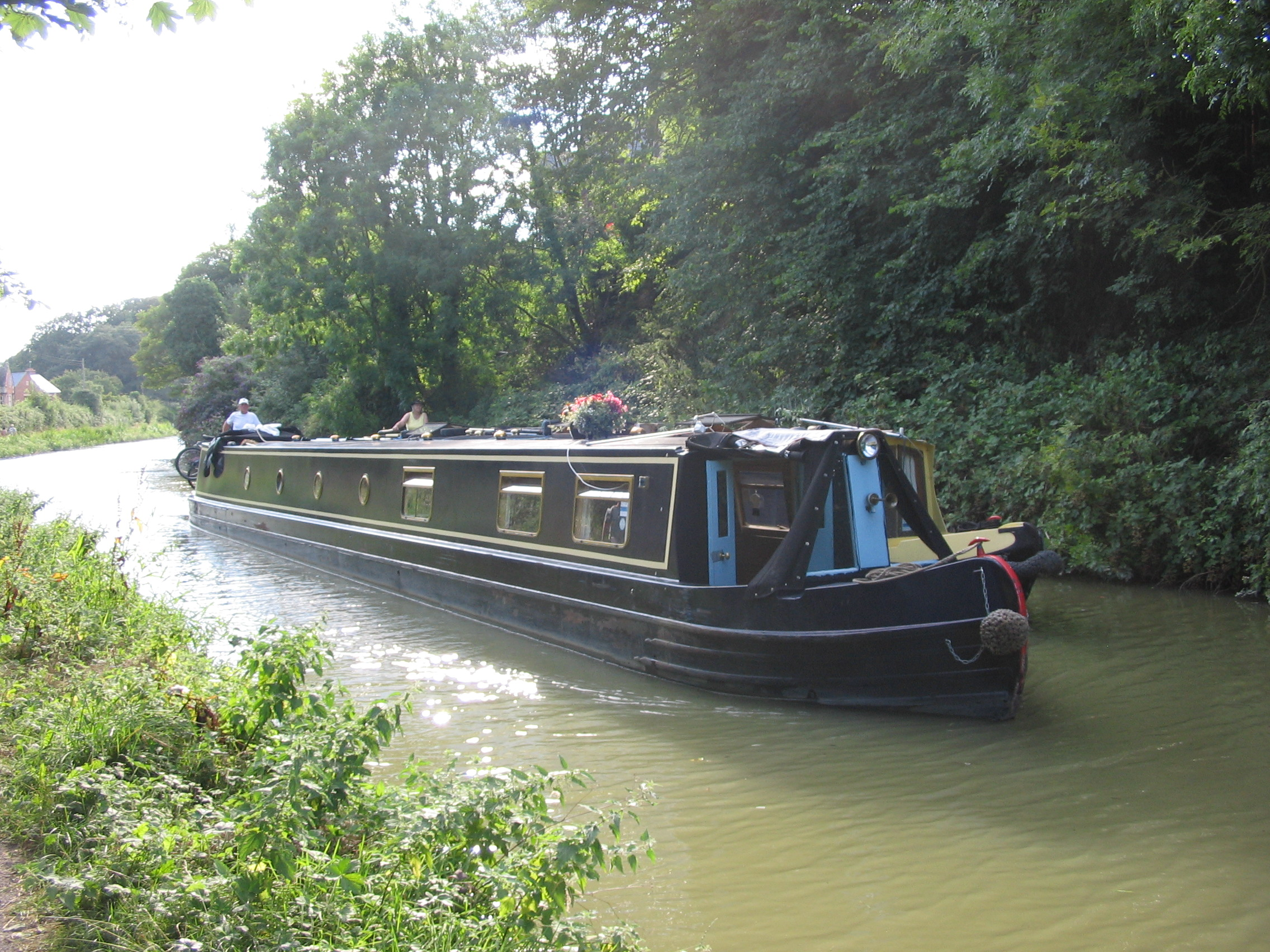
Zwei Narrowboats als Freizeitboote auf dem Kanal

### Lage
Die ungefähr 25 m hoch gelegene Stadt Bath liegt am Fluss Avon am südlichen Ende der Cotswolds etwa 20 km (Fahrtstrecke) südöstlich der ehemals bedeutenden Hafenstadt Bristol und knapp 30 km nordöstlich der Kleinstadt Wells. Der Fluss ist schiffbar durch Schleusen und kann mit Narrowboats befahren werden. Es besteht auch ein Wasserweg, der die Stadt mit der Themse und London verbindet, der Kennet-und-Avon-Kanal.

### Klima
Das Klima in Bath ist gemäßigt, obwohl deutlich wärmer als an anderen Orten auf dem gleichen Breitengrad. Dies wird auf den wärmenden Einfluss des Golfstroms zurückgeführt. Der vorherrschende Wind kommt aus dem Südwesten vom Nordatlantik. Die Hälfte des Jahres ist der Himmel bedeckt. Besonders im Winter gibt es ab und zu Stürme und Überschwemmungen.

## Bevölkerung
| Jahr      | 2001   | 2011   | 2021   |
| Einwohner | 83.286 | 88.180 | 94.092 |

Das deutliche Bevölkerungswachstum beruht im Wesentlichen auf dem Zuzug von Familien aus dem Umland sowie aus anderen Teilen des Commonwealth.

## Politik
Bath war früher immer Teil der Grafschaft Somerset, wurde aber dann Avon zugehörig, als diese Grafschaft im Jahr 1974 gegründet wurde. Seit 1996 ist es das Zentrum der neuen Grafschaft Bath and North East Somerset.
Seit 2017 ist die Liberaldemokratin Wera Hobhouse Parlamentsabgeordnete für Bath. Der Wahlkreis Bath gehört zu den ältesten des Vereinigten Königreichs und reicht bis ins 13. Jahrhundert zurück; die Stadt Bath gehörte zu den Städten, die 1295 aufgefordert wurden, Vertreter in das englische Parlament zu senden, und ist dort seither repräsentiert. Während des Großteils des 20. Jahrhunderts dominierte die Konservative Partei den Wahlkreis. Von 1992 bis 2015 vertrat der Liberaldemokrat Don Foster Bath im Parlament des Vereinigten Königreichs, zwischen 2015 und 2017 der Konservative Ben Howlett.

## Wappen der Stadt
Das Wappen enthält zwei silberne Streifen, die den Fluss Avon und die heißen Quellen darstellen sollen. Das Schwert von St. Paul ist ein Verweis auf Bath Abbey. Die beiden Tierfiguren an der Seite des Wappens stehen auf Zweigen, ein Hinweis auf Bladud, die Legende von Bath. Der Ritterhelm steht für die Stadtrechte und die Krone ist die von König Edgar, dem ersten König des vereinten England, der 973 auf dem Platz der jetzigen Abtei gekrönt wurde. Der Schriftzug „Aquae Sulis“ nennt den römischen Namen der Stadt.

## Geschichte

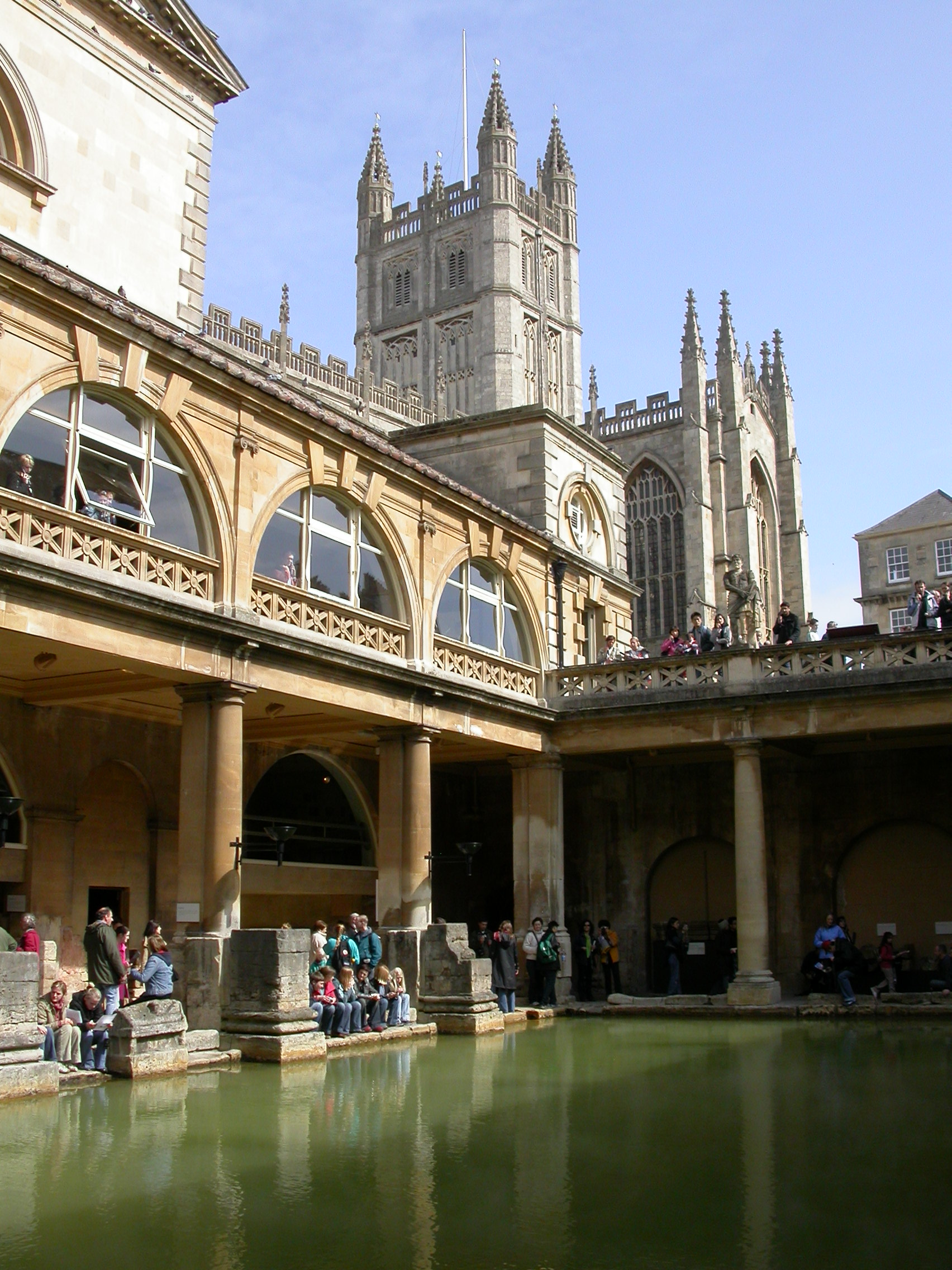
Die Ausgrabungen des hervorragend erhaltenen römischen Bades sind eine der Hauptattraktionen für Touristen.

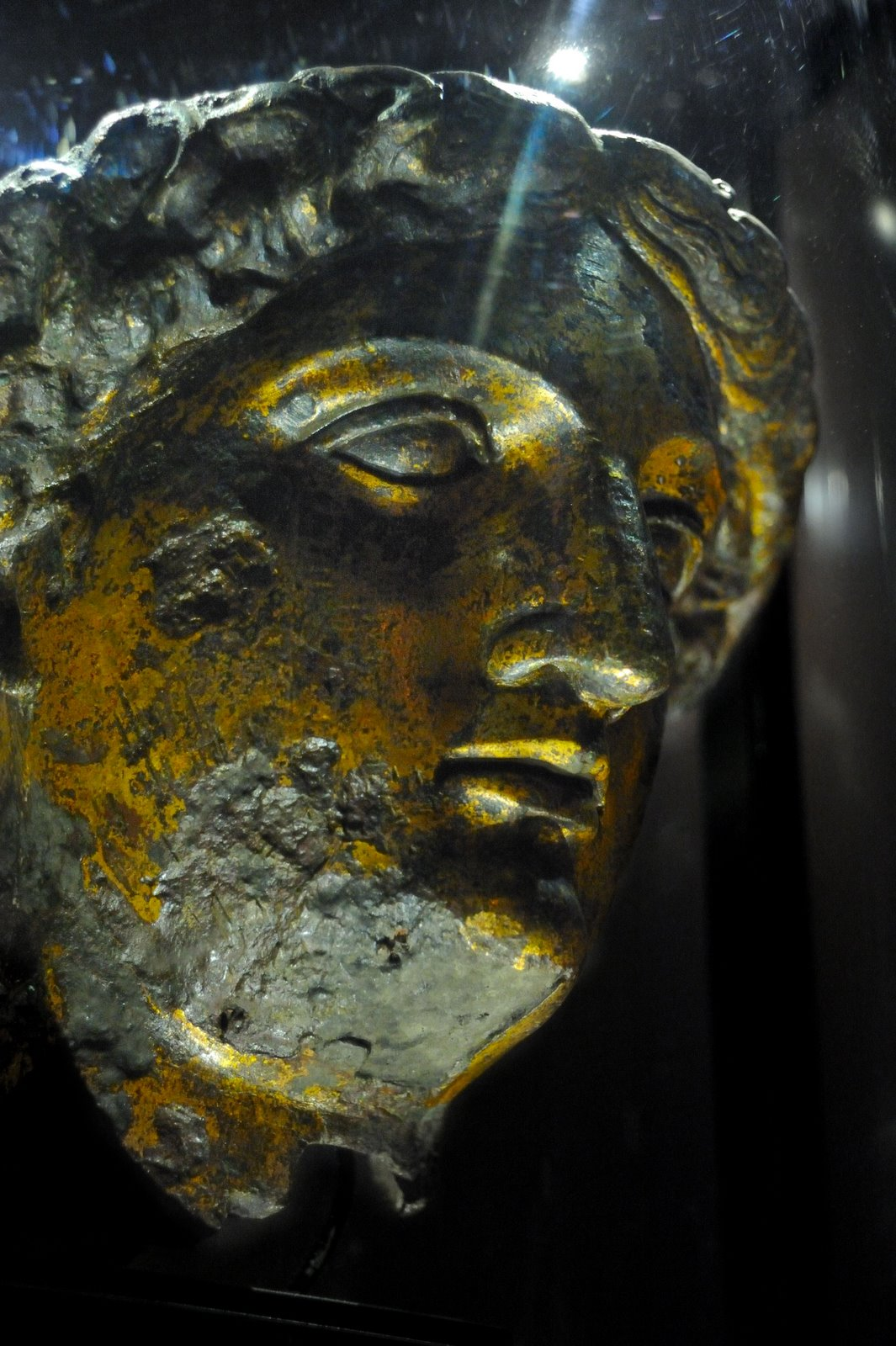
Vergoldeter Bronzekopf, möglicherweise Sulis Minerva, Bath, England

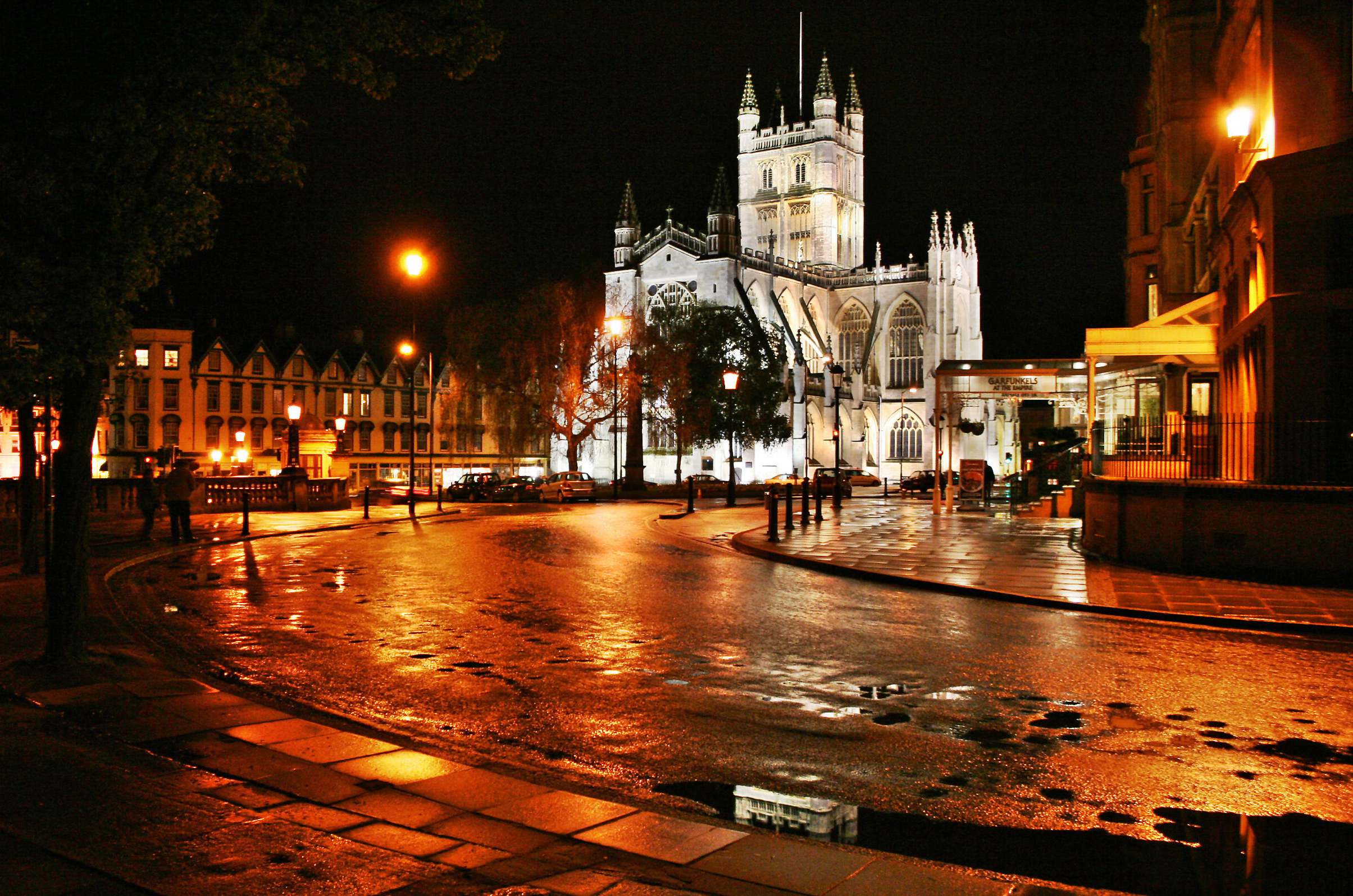
Bath Abbey bei Nacht

Ihre Gründung hat die Stadt ihren Thermalquellen zu verdanken. Die Hauptquelle war bereits den Kelten bekannt, die sie der Göttin Sulis geweiht hatten. Nachdem die Römer die britische Insel im Jahr 43 erobert hatten, interessierten sie sich bald auch für diesen Ort und begannen, hier einen Ort mit Badeanlagen (Thermen) nach römischem Vorbild zu errichten. Sie nannten den Ort Aquae Sulis („Wasser der Sulis“), setzten Sulis jedoch mit Minerva gleich.
Aus den Jahren 300–350 stammen Zeugnisse, die vermuten lassen, dass Christen in Bath gelebt haben. Zur Zeit des Endes der römischen Besatzung Britanniens im 5. Jahrhundert wurde Bath 577 von den Angelsachsen in der Schlacht von Deorham erobert. Sie gaben ihm unter anderem den Namen Hat Batha, engl. Hot Baths „heiße Bäder“, worauf der heutige Name zurückgeht. Mit dem Abzug der Römer und dem schwindenden Einfluss des Römischen Reiches begann der Untergang der Badekultur und der Bäder, auch in Bath. Sie versanken buchstäblich im Schlamm und wurden erst im 19. Jahrhundert zufällig wiederentdeckt. Nachdem etwa 676 ein Kloster für christliche Nonnen in Bath gegründet worden war, gab König Cynewulf von Wessex um 755 den Mönchen des Hl. Peter zu Bath ein Grundstück, auf dem sie in der Nähe der römischen Überreste das Kloster St. Peter gründeten, das später zum Benediktinerorden gehörte. Die Herrschaft über das Kloster des Hl. Peters zu Bath wurde im Jahr 781 von Offa von Mercien errungen. Als erster König von England wurde Edgar 973 in der Abteikirche von Bath gekrönt.
Nach der Schlacht bei Hastings im Jahr 1066 erfolgte die Eroberung Englands durch die Normannen. Wilhelm II. setzte 1088 Johann von Tours als Bischof von Bath ein. Johann ließ an der Stelle der Abtei die normannische Kathedrale Saint Peter and Saint Paul erbauen und drei große Bäder errichten: das King’s Bath, das Cross Bath und das Hot Bath. Die Bäder unterstanden dem Bischof und erlangten bald in ganz England den Ruf großer Heilwirkung. 1180 wurde ein Hospital unter Leitung des Klosters gegründet. Im Mittelalter entwickelte Bath sich aber vor allem zu einem Zentrum der Tuchweberei. Unter Heinrich IV. begann der Niedergang der Stadt und der Bäder. Die Kathedrale verfiel und lag 1499 in Trümmern. 1539 wurde das Kloster zu Bath aufgehoben; die verfallenen Abteigebäude wurden 1569 der Stadt übergeben. Erst nach einem Besuch von Königin Elisabeth I. im Jahr 1574 begann ein erneuter Aufschwung, der mit der wachsenden Popularität von Heilwasser zusammenhing. Es begann die Zeit ausgiebiger Badekuren. Bath verfügte nun über fünf größere Bäder, die von Quellen gespeist wurden. 1590 erhielt Bath Stadtrechte.
Während des Englischen Bürgerkriegs war die von Anhöhen umgebene Stadt nur schwer zu verteidigen. Vermutlich wurde sie daher 1643 von den Truppen des Parlaments kampflos zurückgelassen, nachdem die royalistischen Kräfte mit einer Belagerung gedroht hatten. Zwei Jahre später kapitulierte die royalistische Garnison vor einer parlamentarischen Dragonereinheit.
Im 16. und 17. Jahrhundert entwickelte sich Bath zum bevorzugten Kurort des Adels. Die englische Königin besuchte die Stadt im Jahr 1702. Es begann ein steiler Aufstieg zum mondänen Kurbad von Weltruf. Um 1800 war die Bevölkerung durch den Kurbetrieb auf 34.000 Menschen angewachsen; Bath war damit die achtgrößte Stadt Englands.
Die Entwicklung der Stadt wurde Anfang des 18. Jahrhunderts stark von Richard „Beau“ Nash (1674–1761) geprägt, der den Ehrentitel „König von Bath“ erhielt. Er bemühte sich um ein mondänes Image des Kurbads, sorgte für ein umfangreiches Vergnügungsangebot während der Saison und nahm Einfluss auf die Stadtplanung.
Eine weitere Person, der aus einfachen Verhältnissen stammende Postmeister Ralph Allen, nahm als Steinbruchbesitzer entscheidenden Anteil an der Entwicklung Baths. Aus seinen Steinbrüchen lieferte er den Bath Stone und wurde dadurch zu einem der reichsten Männer Englands. Auf einem Hügel südöstlich der Stadt ließ er von 1735 bis 1748 seinen Landsitz Prior Park errichten, der nicht nur ein Symbol für seinen Reichtum, sondern auch für die Qualität seiner Steine war.
Im 19. Jahrhundert wurde Bath in seiner Bedeutung als Kurort von anderen europäischen Bädern überflügelt. Die Blütezeit war vorbei. Im Jahr 1889 wurde King’s and Queen’s Bath restauriert und neu errichtet. Im Zuge dieser Bauarbeiten stieß man auf das alte römische Bad, das weitgehend erhalten war.
Im April 1942 wurde Bath während des Zweiten Weltkriegs von der deutschen Luftwaffe bombardiert. Bei den Angriffen wurden über 19.000 Häuser beschädigt und 329 zerstört, rund 400 Menschen kamen ums Leben. Seit 1971 unterhält Bath eine Partnerschaft mit der niedersächsischen Großstadt Braunschweig.
Seit 1987 gehört Bath zum Weltkulturerbe der UNESCO. Im Jahr 2005 wurde als neue Attraktion der große Bäderkomplex Thermae Bath Spa mit mehreren Bädern sowie Wellness- und Beautybereich eröffnet. Zusammen mit zehn weiteren bedeutenden Kurstädten Europas wurde Bath 2021 erneut in die Liste des UNESCO-Welterbes aufgenommen, sodass es nun zwei Welterbestätten beherbergt.

## Architektur im 18. Jahrhundert

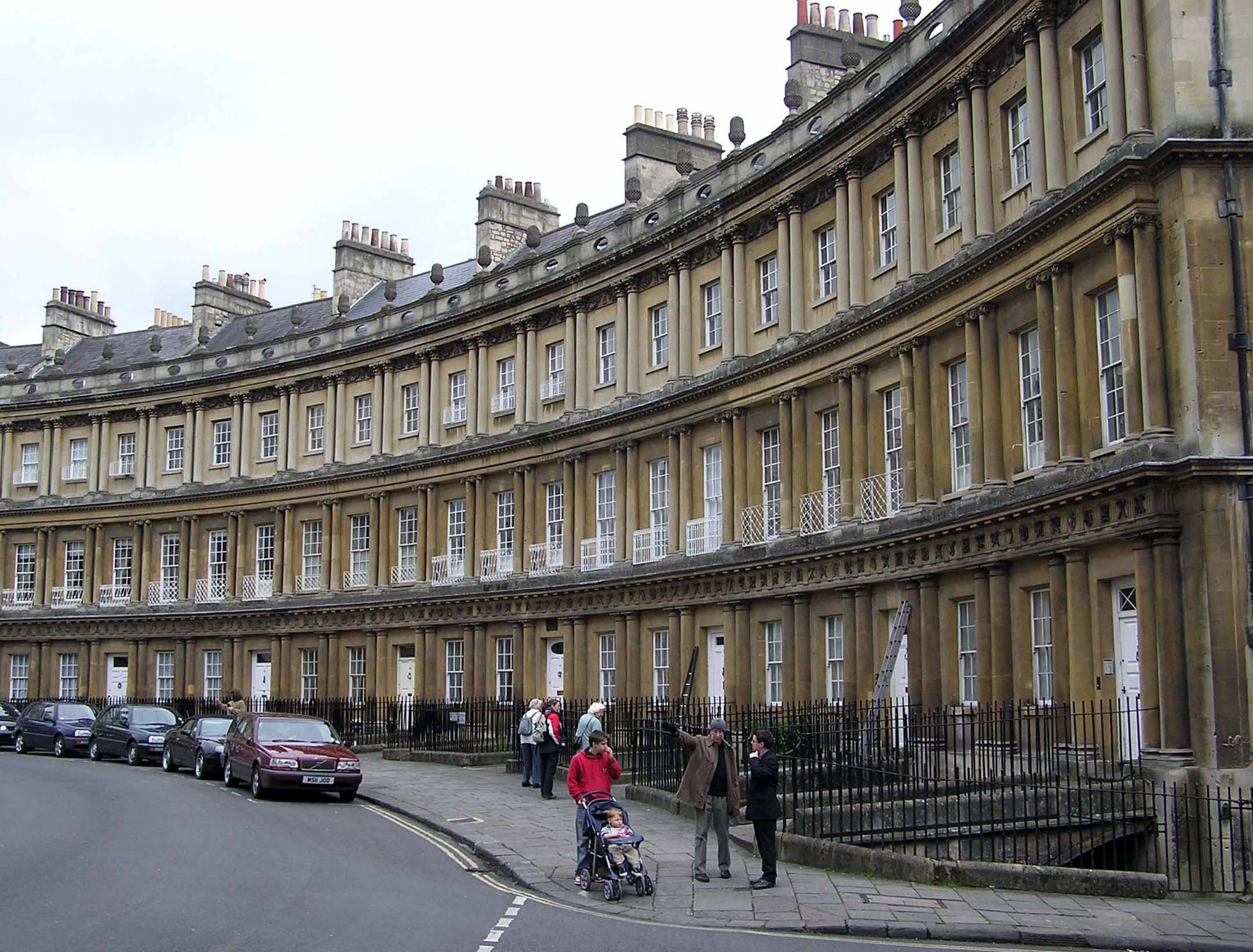
Circus in Bath

Pulteney-Brücke

Bis zum Beginn des 18. Jahrhunderts lebten innerhalb der Stadtmauern rund 3000 Menschen. Innerhalb von nur einem Jahrhundert wuchs die Bevölkerungszahl des bedeutendsten britischen Thermalbades um mehr als das Zehnfache auf etwa 34.000. Der Architekt John Wood der Ältere und sein Sohn John Wood der Jüngere entwarfen ein großzügiges Stadtbild, das die mittelalterlichen Stadtmauern sprengte und keinem starren geometrischen Schema folgte.
Eine Folge von Plätzen und verbindenden Straßen sind in Bath so zueinander geordnet, dass sich immer wieder neue Ausblicke eröffnen. John Wood der Ältere begann 1729 mit dem quadratischen Queen Square, es folgte 1754 die monumentale Anlage des kreisrunden Circus mit drei einmündenden Straßenzügen. Ohne Bruch führte der Sohn John Wood (1728–1781) das Werk des Vaters fort. In den Jahren 1767–1775 entstand der Royal Crescent („königlicher Halbmond“), ein halbkreisförmiger Platz, der an der offenen Seite den Blick in einen englischen Garten eröffnet. Im Gegensatz zu den bewegten Grundrissformen der Stadterweiterung steht die architektonische Gestaltung der Hausfassaden. Die Kolossalordnung der 114 ionischen Halbsäulen und Pilaster über einem Sockelgeschoss, hinter der sich 30 Reihenhäuser befinden, wird fast immer ohne Akzentuierung und Rhythmisierung um das Platzrund geführt.
Der Kuraufenthalt in Bath wurde fast ausschließlich durch das gesellschaftliche Leben und weniger durch medizinische Aspekte bestimmt. Entsprechend bescheiden sind die Thermalbäder des 18. Jahrhunderts, die sich zwar wie das Hot Bath von 1775 durch eine raffinierte Grundrissgestalt, vor allem aber durch bescheidene Dimensionen auszeichnen. Dass der Trinkkur eine größere Bedeutung beigemessen wurde, verdeutlicht der Great Pump Room, 1786 bis 1796 von Thomas Baldwin und John Palmer als repräsentative Trinkhalle errichtet.
Die typischen Einrichtungen von Bath sind zum Teil den Metropolen entlehnt und machten den Kurort auf diese Weise zum Brennpunkt eines neuen Freizeitvergnügens. Die neuen Formen des gesellschaftlichen Lebens verbanden sich mit Promenaden, Ballhäusern, Konzerthallen, Theater und Kaffeehäusern. Viele Besucher kamen nur für ein langes Wochenende, was den Ausbau der Verkehrswege, insbesondere nach London, förderte.
Auffällig sind vor allem die urbanen Strukturen der vom Palladianismus geprägten Architektur in Bath. Typisch ist auch die Übernahme von Symbolen aristokratischer Architektur durch das aufsteigende Bürgertum.

## Friedrich Wilhelm Herschel in Bath

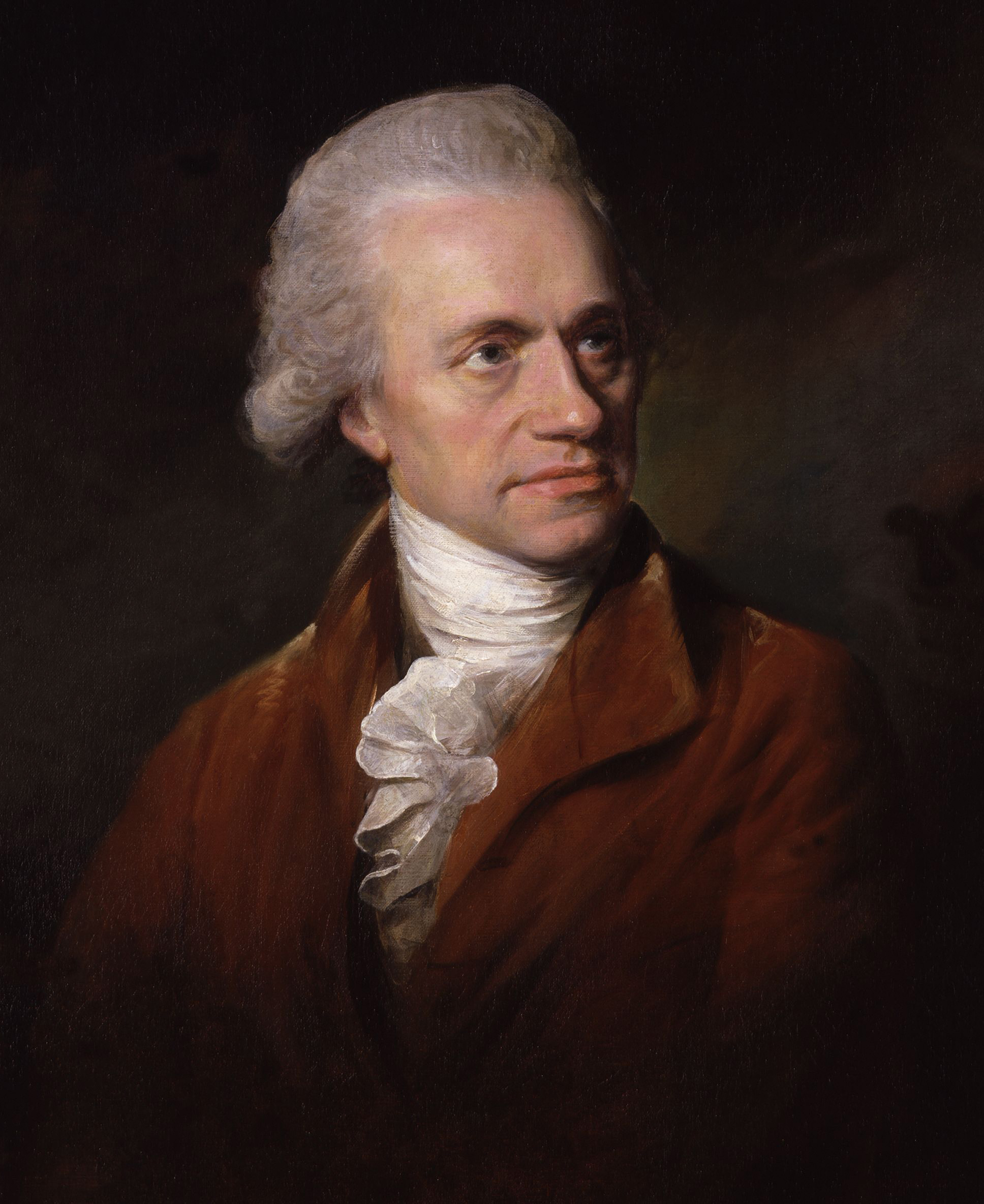
Friedrich Wilhelm Herschel

Von 1766 bis 1782 wirkte der deutsche Komponist, Musiker und Astronom Friedrich Wilhelm Herschel als Organist an der Oktogon-Kapelle in Bath. Er bereicherte das Konzertleben durch zahlreiche Konzerte, auf denen oft auch seine eigenen Kompositionen gespielt wurden. Ab 1772 begann Herschel, sich mehr und mehr für Astronomie zu interessieren. Als ihm die herkömmlichen Instrumente nicht mehr ausreichten, baute er selbst Spiegelteleskope, worin er es zu beachtlichem Geschick brachte. Er goss und polierte die (Metall-)Spiegel sogar selbst.

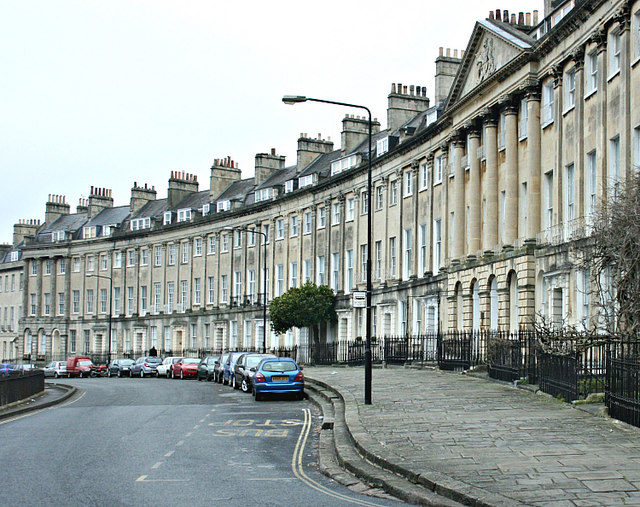
Camden Crescent in Bath

Am 13. März 1781 entdeckte Herschel im Garten seines Hauses in der New King Street Nr. 19 in Bath mit einem selbstgebauten Teleskop den Planeten Uranus. Dies war die erste Entdeckung eines Planeten seit dem Altertum. Zu Herschels Zeit dachte man eigentlich, es gebe am Himmel nichts mehr zu entdecken. Dementsprechend war die Entdeckung des neuen Planeten eine wissenschaftliche Sensation, die den Amateurastronomen Herschel mit einem Schlag in ganz Europa bekannt machte. Im Jahr 1782 nahm Herschel ein Angebot des englischen Königs Georg III. an, sein Hofastronom zu werden. Obwohl das Angebot für Herschel finanziell nicht sehr attraktiv war, nahm er es an, da er die Chance sah, sich von nun an ganz der Astronomie widmen zu können. Später war Herschel noch einige Male zu Kuraufenthalten in Bath.

## Sehenswürdigkeiten
- Die Überreste von Aquae Sulis mit den Römischen Bädern
- Die Bath Abbey
- Das Jane Austen Centre
- Das Fashion Museum, ehemals Museum of Costume
- Das Building of Bath Museum (Architektur)
- Royal Crescent
- Das Herschel Museum
- Das Museum of Bath at Work (Industrialisierung)
- Das Bath Postal Museum (Postwesen)
- Das American Museum in Britain
- The Circus[7]
- Pulteney Bridge, eine Brücke aus dem 18. Jahrhundert

## Parks
Die Stadt hat mehrere öffentliche Parks, der größte ist der Royal Victoria Park, nur wenige Schritte vom Zentrum der Stadt entfernt. Er wurde 1830 eröffnet und erstreckt sich über 150.000 m². Verschiedene Veranstaltungen finden jedes Jahr im Park statt. Besonders hervorzuheben ist das Internationale Musikfestival. Außerdem wird der Park gerne als Startplatz für Heißluftballonfahrten benutzt. Man findet dort einen botanischen Garten, einen großen Kinderspielplatz und Sportanlagen. Direkt angrenzend befindet sich der bekannte Royal Crescent, der aus gewissem Blickwinkel wie ein Teil des Parks wirkt.

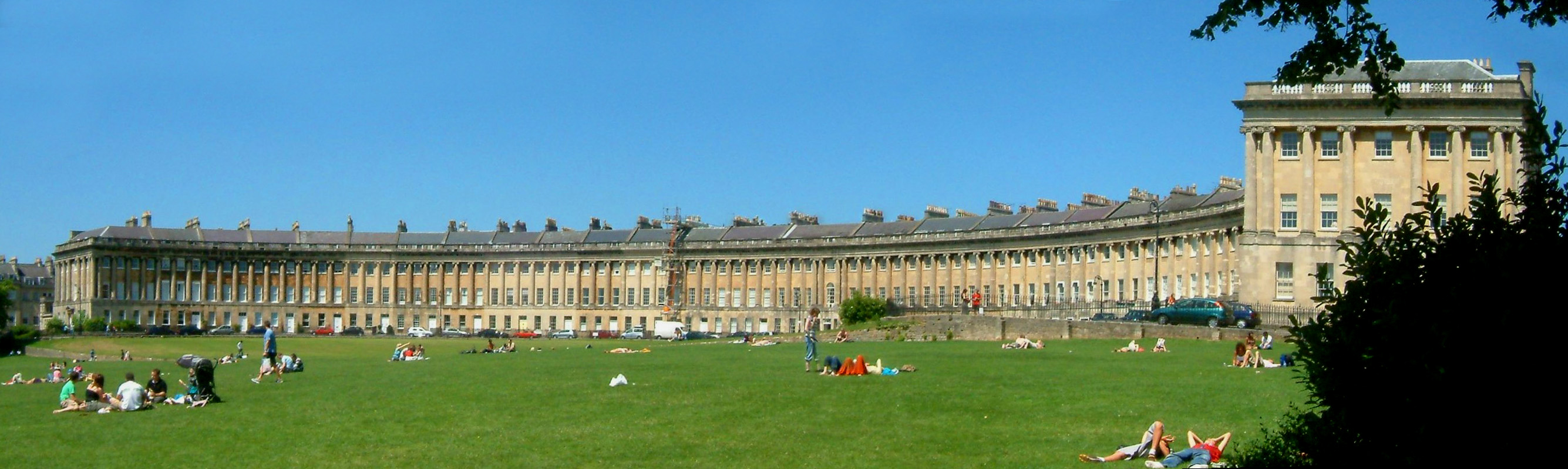
Royal Crescent

Andere Parks in Bath sind: Alexandra Park, auf einem Hügel über der Stadt gelegen; Parade Gardens, am Flussufer in der Nähe der Bath Abbey unweit des Zentrums; Sydney Gardens, der im 18. Jahrhundert als Lustgarten bekannt war; Henrietta Park; Hedgemead Park; und Alice Park.
Jane Austen schrieb über Sydney Gardens, dass „es schön wäre in den Sydney Gardens zu sein. Wir könnten jeden Tag ins Labyrinth gehen.“
Alexandra, Alice und Henrietta Parks wurden als Grünanlagen direkt in die Siedlungen gebaut.

## Verkehr
In West-Ost-Richtung quert die A4 road (Bristol–London) die Stadt Bath. Die A36 road führt südlich nach Southampton. Die A46 road hat die Funktion eines Zubringers zur Autobahn M4 und verläuft anschließend weiter zur Nordsee.
Der Bahnhof Bath Spa liegt an der Kreuzung der Eisenbahnlinien Great Western Main Line und Wessex Main Line. Er wird von Zügen der Great Western Railway bedient.

## Sport
Bath ist eine Hochburg des Rugby Union. Im Stadion Recreation Ground spielt Bath Rugby, eine Mannschaft der obersten englischen Liga und sechsfacher englischer Meister. Dieses Stadion wird auch für Cricket-Spiele verwendet. Im Twerton Park beheimatet ist der Fußballverein Bath City.
Bath ist Zentrum des Modernen Fünfkampfs in Großbritannien und seit 1998 nationales Trainingszentrum.

## Partnerstädte
Mit folgenden Städten ist Bath eine Städtepartnerschaft eingegangen:
| - Aix-en-Provence, Frankreich - Alkmaar, Niederlande - Beppu, Japan | - Braunschweig, Deutschland - Kaposvár, Ungarn - Manly, Australien |

## Söhne und Töchter der Stadt
- Adelard von Bath (≈ 1070–1160), bedeutender Gelehrter des 12. Jahrhunderts
- Margaret Pole, 8. Countess of Salisbury (1473–1541), neben Anne Boleyn die einzige Frau im England des 16. Jahrhunderts, die eine Earlswürde aus eigenem Recht trug
- Thomas Chilcot (≈1707–1766), Komponist und Organist
- Sarah Fielding (1710–1768), Schriftstellerin und Übersetzerin
- Fanny Murray (1729–1778), Kurtisane
- Ann Street Barry (1733–1801), Sängerin, Tänzerin und Schauspielerin
- Richard Lovell Edgeworth (1744–1817), Aufklärer und Erfinder
- Aylmer Bourke Lambert (1761–1842), Botaniker
- Thomas Burkett (1762–1792), Seemann und Meuterer auf der Bounty
- Henry Digby (1770–1842), Marineoffizier zur Zeit der Koalitionskriege
- Thomas Hay-Drummond, 11. Earl of Kinnoull (1785–1866), Peer und Lord Lyon King of Arms
- William Edward Parry (1790–1855), Admiral und Polarforscher
- Rolinda Sharples (1793–1838), Künstlerin
- Lucy Anderson (1797–1878), Pianistin
- Frederick W. Watts (1800–1870), Landschaftsmaler
- James Brooke (1803–1868), Abenteurer
- Richard Guyon (1803–1856), ein General im 19. Jahrhundert
- Charles Spackman Barker (1804–1879), Orgelbauer
- Thomas Jones Barker (1815–1882), Maler
- Charles Boner (1815–1870), Dichter und Reiseschriftsteller
- Edward Millard (1822–1906), Direktor der Österreichischen Bibelgesellschaft und Pionier der Baptisten in Österreich
- Hodgson Pratt (1824–1907), Pazifist
- George Augustus Graham (1833–1909), Offizier und Kynologe
- Charles John Phipps (1835–1897), Theaterarchitekt
- Arthur Gore, 5. Earl of Arran (1839–1901), Diplomat
- Arthur Garner (1851 – nach 1898), australischer Schauspieler und Theaterunternehmer
- Percy Pilcher (1866–1899), Erfinder und ein Pionier der Luftfahrt
- Helen Lavinia Cochrane (1868–1946), Malerin und Zeichnerin
- Edith Garrud (1872–1971), Suffragette, Jiu-Jitsu-Lehrerin und Autorin
- Frank Tapp (1883–1953), Komponist und Pianist
- Philip Filleul (1885–1974), Ruderer
- Alan Bullock (1914–2004), Historiker
- Raymond Carr (1919–2015), Historiker
- Peter Wason (1924–2003), Psychologe
- Philip Jones (1928–2000), Trompeter und Gründer des nach ihm benannten Philip Jones Brass Ensemble
- Derek Humphry (1930–2025), amerikanischer Journalist und Autor
- Dennis Uphill (1931–2007), Fußballspieler
- Tony Book (1934–2025), Fußballspieler und -trainer
- Kallistos Ware (Timothy Ware; 1934–2022), orthodoxer Bischof und Autor
- Barbara Leigh-Hunt (1935–2024), Theater- und Filmschauspielerin
- Jonathan Lynn (* 1943), Filmregisseur, Drehbuchautor und Schauspieler
- Michael Spicer, Baron Spicer Kt (1943–2019), Journalist, Autor von Spionageromanen und Politiker
- Linda Partridge (* 1950), Genetikerin
- Mike Gregory (1956–2022), Dartspieler
- Mike Mower (* 1958), Jazzmusiker
- Curt Smith (* 1961), Musiker
- Bosco MacDonald (* 1963), römisch-katholischer Geistlicher und ernannter Bischof von Clifton
- Jeremy Guscott (* 1965), Rugbyspieler
- Michaela Tabb (* 1967), mehrfache Welt- und Europameisterin im Poolbillard, Snookerschiedsrichterin
- Jason Dodd (* 1970), Fußballtrainer und -spieler
- Peter Salisbury (* 1971), Musiker
- Indira Varma (* 1973), Schauspielerin
- Claire Louise Coombs (* 1974), Prinzessin von Belgien
- Jason Gardener (* 1975), Leichtathlet
- Melanie Gabriel (* 1976), Singer-Songwriterin
- Jamie Cullum (* 1979), Musiker
- Annunziata Rees-Mogg (* 1979), Politikerin, Mitglied des Europäischen Parlaments
- Gabby Young (* 1984), Singer-Songwriterin, Gitarristin und Bandleaderin
- Adam Wicheard (* 1985), Snookerspieler
- Kyle Tilley (* 1988), Autorennfahrer
- Ashley Barnes (* 1989), Fußballspieler
- Scott Sinclair (* 1989), Fußballspieler
- Laura Maddox (* 1990), Sprinterin
- Charlotte McDonnell (* 1990), Videobloggerin und Musikerin
- Anya Shrubsole (* 1991), Cricketspielerin
- Gabrielle Aplin (* 1992), Singer-Songwriterin
- Angelica Mandy (* 1992), Schauspielerin
- Tyrone Mings (* 1993), Fußballspieler
- Leon Reid (* 1994), britisch-irischer Leichtathlet
- Siobhan-Marie O’Connor (* 1995), Schwimmerin
- Aaron Kuhl (* 1996), Fußballspieler
- Jamie Chadwick (* 1998), Automobilrennfahrerin
- Tom Gale (* 1998), Leichtathlet
- Xavier Amaechi (* 2001), Fußballspieler

ebenso:
- Tears for Fears, Musik-Band